# Timandra latistriga
Timandra latistriga är en fjärilsart som beskrevs av Hans Rebel 1915. Timandra latistriga ingår i släktet Timandra och familjen mätare. Inga underarter finns listade i Catalogue of Life.